# Joseph Bruyère
Pour les articles homonymes, voir Bruyère.
Joseph Bruyère est un coureur cycliste belge, né le 5 octobre 1948 à Maastricht aux Pays-Bas.

## Biographie
Professionnel de 1970 à 1980, Joseph Bruyère, athlète d'un mètre 88 pour 80 kilos, remporte notamment Liège-Bastogne-Liège à deux reprises et une étape du Tour de France 1972. 
Il est un des spécialistes de la classique Het Volk, qu'il gagne en 1974, 1975 et 1980 et de Liège-Bastogne-Liège qu'il remporte en 1976 et 1978.
Il participe à six Tours de France et il remporte une victoire en 1972 dans la 19e étape disputée entre Auxerre et Versailles. Il porte le maillot jaune par deux fois, en 1974 pendant trois jours et en 1978 pendant huit jours. Sur l'édition 1978, il termine quatrième du classement général, malgré un gabarit peu adapté à la montagne.
Dès le début de sa carrière professionnelle, il fait partie de l'équipe d'Eddy Merckx dont il est l'un des plus fidèles lieutenants  (il y reste jusqu'à la retraite sportive de ce dernier).

## Palmarès

### Palmarès amateur
- 1968
  - 4e étape du Tour de Namur
  - 3e du championnat de Belgique de poursuite amateurs
- 1969
  - Championnat de la province de Liège
  - Flèche ardennaise
  - Romsée-Stavelot-Romsée
  - Seraing-Aix-Seraing

### Palmarès professionnel
- 1970
  - 2e de la Polymultipliée
  - 2e du Tour du Condroz
  - 2e de la Flèche hesbignonne
- 1971
  - Tour de la Flandre orientale
  - 2e du Tour de la Nouvelle-France
  - 5e de Milan-San Remo
  - 7e de Liège-Bastogne-Liège
- 1972
  - Flèche rebecquoise
  - 19e étape du Tour de France
  - Cronostaffetta :
    - Classement général
    - 1reb étape (contre-la-montre)

  - 3e du Circuit de la vallée de la Lys
- 1973
  - Cronostaffetta :
    - Classement général
    - 1rec étape (contre-la-montre)

  - 3e du Grand Prix de Fourmies
  - 6e de la Semaine catalane
  - 6e du Grand Prix des Nations
- 1974
  - Het Volk
  - Prologue de Paris-Nice (avec Eddy Merckx)
  - 2e du GP Union Dortmund
  - 3e du Sassari-Cagliari
- 1975
  - Classement général du Tour méditerranéen
  - Het Volk
  - 1re étape de la Semaine catalane
  - 3e de l'Amstel Gold Race 
  - 5e de Milan-San Remo
  - 8e de Paris-Nice
- 1976
  - Liège-Bastogne-Liège
  - Prologue du Tour de Romandie (avec Eddy Merckx)
  - 22ea étape du Tour d'Italie (contre-la-montre)
  - Course des raisins
- 1977
  - 1re étape de la Semaine catalane
  - 2e du championnat de Belgique sur route
  - 2e de la Semaine catalane
  - 3e du Tour du Condroz
  - 4e de Paris-Nice
  - 10e de Liège-Bastogne-Liège
- 1978
  - Liège-Bastogne-Liège
  - Tour du Condroz
  - 2e du Tour méditerranéen
  - 4e du Tour de France
  - 9e du Super Prestige Pernod
  - 10e de la Flèche wallonne
- 1980
  - Het Volk

### Résultats sur les grands tours

#### Tour de France
6 participations
- 1970 : 50e
- 1971 : 60e
- 1972 : 26e, vainqueur de la 19e étape
- 1974 : 21e,  maillot jaune pendant 3 jours
- 1977 : abandon (22e étape)
- 1978 : 4e,  maillot jaune pendant 8 jours

#### Tour d'Italie
4 participations
- 1972 : 53e
- 1973 : 21e
- 1974 : 52e
- 1976 : 26e, vainqueur de la 22ea étape (contre-la-montre)

#### Tour d'Espagne
1 participation
- 1973 : 30e